# Esporte Clube Flamengo
|  | Aquest article tracta sobre el club de futbol de Teresina. Vegeu-ne altres significats a «Flamengo (desambiguació)». |

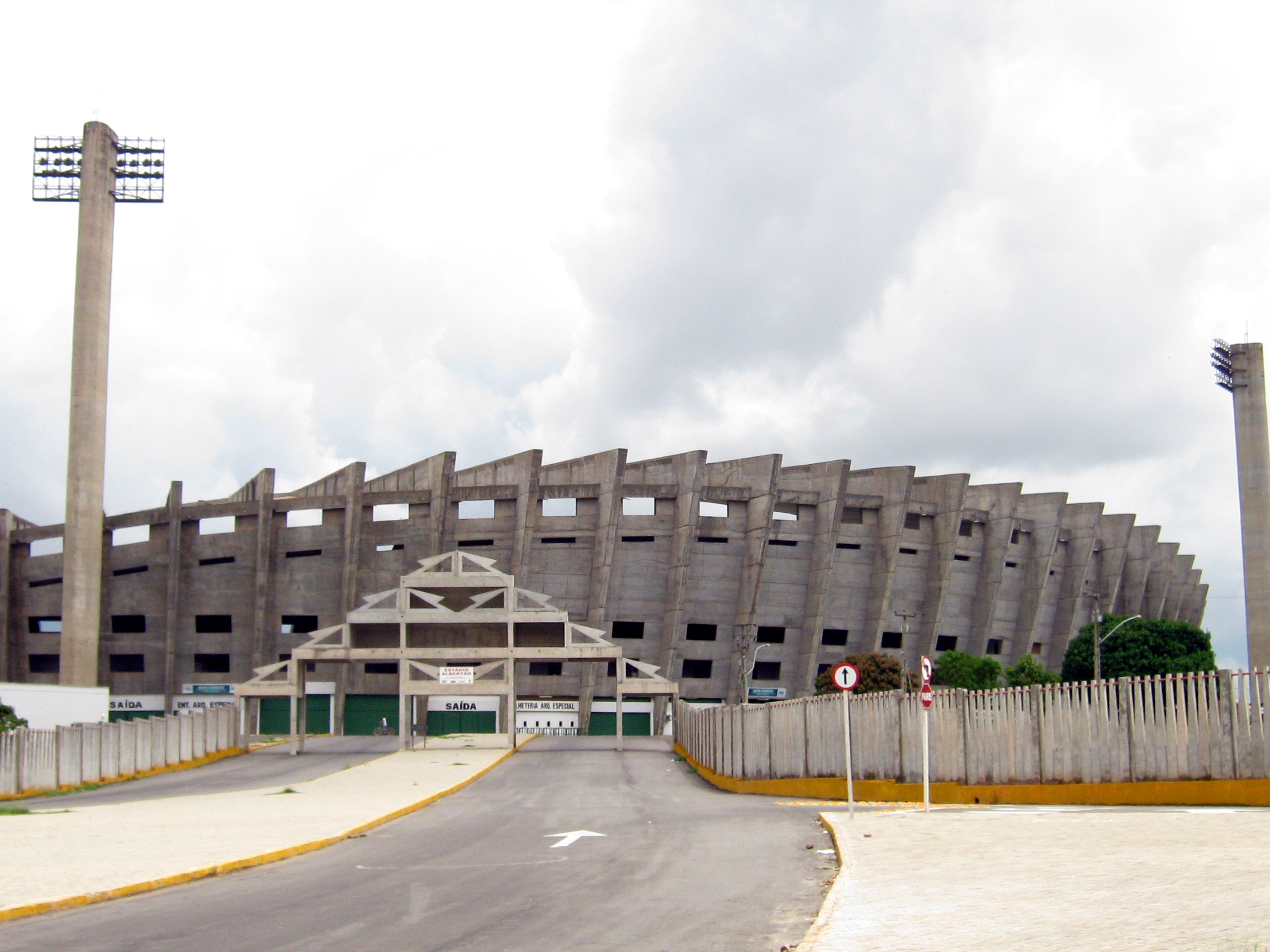
Estadi Governador Alberto Tavares Silva.

L'Esporte Clube Flamengo és un club de futbol brasiler de la ciutat de Teresina a l'estat de Piauí.

## Història
L'Esporte Clube Flamengo va ser fundat el 8 de desembre de 1937. El club ha guanyat 17 campionats estatals fins a l'any 2014, fet que el converteix en el segon club amb més triomfs de l'estat.

## Palmarès
- Campionat piauiense:
  - 1939, 1942, 1944, 1945, 1946, 1964, 1965, 1970, 1971, 1976, 1979, 1984, 1986, 1987, 1988, 2003, 2009

## Estadi
El Flamengo disputa els seus partits com a local a l'Estadi Governador Alberto Tavares Silva, anomenat Albertão. Té una capacitat per a 60.000 espectadors i fou inaugurat el 26 d'agost de 1973.

## Rival
Els partits entre Flamengo i River reben el nom de Rivengo, fusió dels noms Ríver i Flamengo.